# The Trouble with Fever
The Trouble with Fever — четвёртый студийный альбом американской певицы и автора-исполнителя Мишель Бранч, изданный 16 сентября 2022 года на лейбле Audio Eagle/Nonesuch Records и Warner Records. Он был спродюсирован Patrick Carney из группы The Black Keys, а песни написаны самой Бранч. Ведущий сингл «I’m a Man» вышел 15 июля 2022 года. В поддержку альбома Бранч отправилась в концертный тур The Trouble With Fever Tour, который начался 15 сентября 2022 года со специальными гостями в лице Bad Bad Hats и Кейтлин Мари Тарвер.

## История
Во время интервью журналу Nylon в сентябре 2021 года Бранч впервые объявила название пластинки. В том же интервью она упоминает, что The Trouble with Fever будет иметь ту же направленность, что и Hopeless Romantic. Название исследует последствия похоти во всех её различных формах. «Это больше о лихорадке похоти, о желании кого-то, о том первом шаге, когда ты влюбляешься в кого-то».
В процессе написания альбома Бранч нашла вдохновение в книге лирики Дэвида Бермана из группы Silver Jews. Она сидела и перелистывала страницы этой книги. «Меня очень вдохновлял его стиль, то, как он пишет — то, что он так прямолинеен».

## Отзывы
| Оценки критиков | Оценки критиков |
| Источник        | Оценка          |
| --------------- | --------------- |
| The Guardian    | [ 6 ]           |
| musicOMH        | [ 7 ]           |
| Pitchfork       | 5.1/10          |

Альбом получил положительные отзывы от музыкальных критиков и интернет-изданий. В положительной рецензии журнала That Music Magazine Ноэль Симеон написал, что «Бранч умеет глубоко проникать в свои чувства. Имея полный творческий контроль, Fever — это труд любви, и она позволяет себе передать настроение каждой песни». Завершая рецензию, «Мишель Бранч — настоящий музыкант для музыканта, и „The Trouble with Fever“ прекрасно раскрывает все её таланты».
Пит Тозиелло из Pitchfork был более критичен, написав, что «альбом не настолько смел, чтобы придерживаться какого-то одного направления, компенсируя шепчущий синти-поп слащавыми кантри-балладами. Тем не менее, наиболее очевидные структурные дефекты носят всеобъемлющий характер. Нарядные гитары варьируются от статичных до сиропных; аранжировки блуждают в мелодраматических мостах», — продолжил он, назвав инструментарий «обескураживающим», а запись — «мешаниной». Дженесса Уильямс, написавшая для газеты The Guardian, отметила, что альбом «не следует воспринимать как скандал. Вместо этого, его следует воспринимать таким, какой он есть: солидный кантри-поп альбом. Это праздник окончания: укрепляющий, соединяющий альбом, который направляет своего автора к, надеюсь, более счастливым временам». Бен Хогвуд из musicOMH согласился, написав, что The Trouble with Fever «прокладывает относительно безопасный музыкальный курс на фоне бурных событий в личной жизни».
Обложка альбома представляет собой фотографию, сделанную Джеймсом Карни в 1970 году во время пребывания на пляже Кейп-Код в Массачусетсе. Бранч нашла фотографию, когда искала идеи для обложки альбома. Она объясняет в Instagram, что «эта фотография была словно вырвана прямо из моего воображения. Она была вызывающей и угрюмой. Вы могли почувствовать удушающую летнюю жару, излучаемую через неё».

## Список композиций
Все слова спродюсированы Мишель Бранч и Патриком Карни
| №                   | Название                       | Длительность |
| ------------------- | ------------------------------ | ------------ |
| 1.                  | «Closest Thing to Heaven»      | 3:29         |
| 2.                  | «You Got Me Where You Want Me» | 3:29         |
| 3.                  | «I’m a Man»                    | 3:01         |
| 4.                  | «Not My Lover»                 | 3:10         |
| 5.                  | «When That Somebody Is You»    | 3:30         |
| 6.                  | «You»                          | 3:34         |
| 7.                  | «Zut Alors!»                   | 3:17         |
| 8.                  | «Fever Forever»                | 3:26         |
| 9.                  | «Beating on the Outside»       | 4:31         |
| 10.                 | «I’m Sorry»                    | 3:38         |
| Общая длительность: | Общая длительность:            | 35:05        |

| №   | Название           | Длительность |
| --- | ------------------ | ------------ |
| 11. | «One Night» (demo) |              |